# Colibrí de gorja granat
El colibrí de gorja granat (Lamprolaima rhami) és una espècie d'ocell de la subfamília dels troquilins (Trochilinae) dins la família dels troquílids (Trochilidae) i única espècie del gènere Lamprolaima (Reichenbach, 1854). Habita la selva humida, clars, boscos subtropicals i arbusts de les muntanyes des de Guerrero, Méxic i oest de Veracruz, cap al sud, a través d'Oaxaca, Chiapas, Guatemala i El Salvador fins Hondures.